# Les Temps modernes

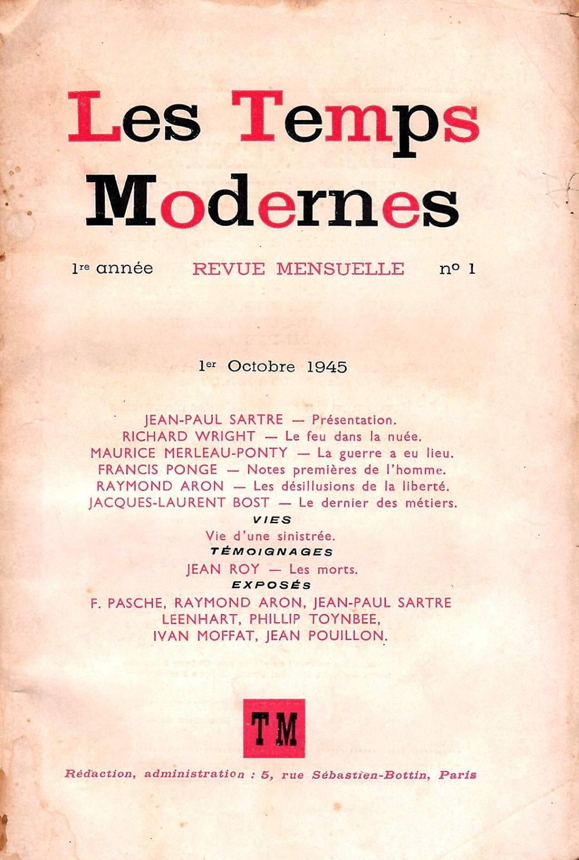
Capa da primeira edição da revista mensal francesa Les Temps modernes (out. 1945).

Les Temps Modernes (tradução literal: "Os Tempos Modernos") foi uma revista política, literária e filosófica francesa fundada por Simone de Beauvoir, Jean-Paul Sartre e Maurice Merleau-Ponty, com sua primeira publicação em Outubro de 1945. O nome é uma referência direta ao filme de 1936 de Charlie Chaplin, "Tempos Modernos". Foi a mais importante revista literária do período pós-guerra na França.
A comissão editorial, criada em 1944, era composta por Raymond Aron, Simone de Beauvoir, Michel Leiris, Maurice Merleau-Ponty, Albert Ollivier, Jean Paulhan e  Jean-Paul Sartre. André Malraux e Albert Camus recusaram-se a participar, por razões diferentes.
Les Temps Modernes veio preencher o vazio deixado por La Nouvelle Revue Française, a mais importante revista literária  da França, conhecida como a revista de André Gide, que foi fechada após a liberação, sob a acusação de colaborar com o ocupante alemão.
Muito prestigiosa nos anos 1960, Les Temps Modernes passou por uma fase de dificuldades, quando as vendas baixaram consideravelmente. Após a morte de Sartre, a revista Les Temps modernes passou a ser dirigida por Claude Lanzmann, realizador do documentário Shoah e notório defensor de Israel no conflito israelo-palestino. A revista teve suas publicações encerradas, após 74 anos, em 2019, por conta da morte de Lanzmann.

## Ligação externa
- Présentation des Temps modernes no site das éditions Gallimard
- Meu encontro com Sartre[ligação inativa], por Edward Said. Le Monde Diplomatique Brasil, 1º de Setembro de 2000. As impressões de Edward Said sobre a condução de Les Temps Modernes, pouco antes da morte de Sartre.
- Les Temps Modernes: Paris mourns passing of the intellectual left’s bible, por Agnès Poirier, The Guardian. 25 de Maio de 2019.